# Mount Otis
Mount Otis ist ein kleiner Berggipfel im westantarktischen Marie-Byrd-Land. An der Nordflanke des Kirkpatrick-Gletschers ragt er 2,5 km südwestlich des Mount Sinha am südöstlichen Rand der Erickson Bluffs in den McDonald Heights auf. 
Der United States Geological Survey kartierte ihn anhand eigener Vermessungen und Luftaufnahmen der United States Navy zwischen 1959 und 1965. Das Advisory Committee on Antarctic Names benannte ihn 1974. Namensgeber ist Jack Otis, Mitglied der Mannschaft auf der USCGC Southwind, die in den Jahren 1971 und 1972 Populationsstudien von Robben, Walen und Vögeln im Gebiet der Bellingshausen- und der Amundsen-See durchgeführt hatte.